# Transferliste

Im kicker Sportmagazin abgedruckte Transferliste während der Winterpause der Saison 1973/74

Die Transferliste bezeichnet im Fußball eine Liste von Fußballspielern, die von ihrem Verein zum Transfer angeboten werden. Der jeweilige Verein, bei dem der Spieler derzeit unter Vertrag steht, beabsichtigt also, diesen Spieler an einen anderen Verein abzugeben.
Die Bedeutung einer Transferliste ist in den verschiedenen Ländern und Ligastufen unterschiedlich. Im deutschen Profifußball kam der Transferliste zwischen 1966 und 2015 eine hohe Bedeutung zu, da die Vereine verpflichtet waren, einen Spieler auf die Transferliste zu setzen, bevor jener den Verein wechseln konnte. In vielen anderen Ländern existieren dahingegen nur inoffizielle Transferlisten, die von den Vereinen freiwillig genutzt werden, um den Verkauf der Spieler durch die Bekanntmachung der Abgabebereitschaft durch die Transferliste bekanntzumachen.

## Situation im deutschen Profifußball
Im Jahr 1966 führte der Deutsche Fußball-Bund (DFB) die verpflichtende Transferliste ein. Zu Beginn existierte sie in gedruckter Form und wurde während der Wechselperioden regelmäßig aktualisiert. Die Spieler aller Vereine der ersten und zweiten Bundesliga mussten vom abgebenden Verein durch Mitteilung an den DFB auf die Transferliste gesetzt werden, damit ein anderer Verein diesen Spieler verpflichten konnte. Hierdurch wurden die Vorbereitungen für den DFB auf einen bevorstehenden Spielerwechsel vereinfacht, da der DFB bereits vor Vertragsunterzeichnung zwischen den beteiligten Vereinen und dem Spieler Formalitäten wie die Spielberechtigung und die Vertragsmodalitäten prüfen konnte.
Im weiteren Verlauf wurde die Transferliste nicht mehr nur in gedruckter Form, sondern auch digital über das Internet und den Videotext verbreitet. Auch Sportzeitschriften druckten während der beiden Wechselperioden die aktuelle Transferliste regelmäßig ab, da so absehbar war, welche Spieler in näherer Zukunft wahrscheinlich den Verein wechseln würden.
Am letzten Tag einer Transferperiode musste ein Spieler bis um 12 Uhr auf die Transferliste gesetzt werden, damit der Wechsel des Spielers noch in der laufenden Periode vollzogen werden konnte. Anschließend hatte der abgebende Verein noch bis 18 Uhr Zeit, die Vertragsunterlagen bei der DFL einzureichen. Bei Nichteinhaltung dieser Frist wurde den Spielern der Wechsel erst zur nächsten Wechselperiode gestattet.
Ausschlaggebend für die Pflicht, vor dem Transfer einen Spieler auf die Transferliste zu setzen, war die Ligazugehörigkeit des abgebenden Vereins. Spieler, die aus dem Ausland oder von niederklassigen Vereinen zu einem Bundesligisten wechseln wollten, mussten nicht auf die Transferliste gesetzt werden. Andersherum mussten Spieler, die aus der ersten oder zweiten Bundesliga ins Ausland oder zu einem niederklassigen Club wechselten, auf die Liste gesetzt werden.
Im Jahr 2001 übernahm die Deutsche Fußball Liga (DFL) die Verantwortung für die Transferliste vom DFB. Mit Beginn der Wechselperiode im Sommer 2015 wurde die Transferliste in ihrer bisherigen Form abgeschafft und durch das neue „Transfer-Online-Registrierungssystem“ (TOR) abgelöst. Im TOR sind alle Spielberechtigungs- und Vertragsunterlagen aller Spieler der ersten und zweiten Bundesliga hinterlegt, weshalb die verpflichtende Vorabmeldung der Vereine entfällt. Die Informationen des TOR sind, anders als die Transferliste, nicht öffentlich zugänglich.

## Situation in anderen Ländern
Für England und Wales wird von der Professional Footballers’ Association eine freiwillige Transferliste geführt. Diese ist an keine Regularien gebunden und daher nicht mit der zwischen 1966 und 2015 existenten Transferliste in den deutschen Bundesligen vergleichbar. Vielmehr dient die Transfer List dazu, dass Vereine ihre Bereitschaft, einen Spieler an einen anderen Verein abzugeben, durch die Transferliste verdeutlichen können. Für einen Spielertransfer ist aber nicht notwendig, dass der Spieler zuvor auf die Transferliste gesetzt wird. Die Transferliste ist auch für niederklassige Vereine unterhalb des Profifußballs zugänglich.